# Kim Dinh
Kim Dinh is een phường in de thành phố Bà Rịa, in de Vietnamese provincie Bà Rịa-Vũng Tàu.